# Juan Virgen
Juan Virgen (* 9. April 1987 in Santiago Ixcuintla) ist ein mexikanischer Volleyball- und Beachvolleyballspieler.

## Karriere Hallenvolleyball
Virgen nahm mit seinem Verein UANL Tigres 2012 an der Klub-Weltmeisterschaft in Doha teil.

## Karriere Beachvolleyball
Virgen nahm an den U18-Weltmeisterschaften 2003 und 2004 teil. Mit Pablo Guzman hatte er 2006 seine ersten Auftritte bei der FIVB World Tour. 2007 wurde Aldo Miramontes sein Partner. Virgen/Miramontes hatten auf der World Tour keine vorderen Platzierungen. 2011 gewannen sie die kontinentale NORCECA-Tour und belegten bei den Panamerikanischen Spielen im heimischen Guadalajara Platz vier. Seit 2012 spielt Virgen an der Seite von Lombardo Ontiveros. 2013 nahmen Virgen/Ontiveros an der Weltmeisterschaft in Stare Jabłonki teil und gewannen die NORCECA-Tour. Bei ihrer zweiten WM-Teilnahme 2015 landeten die Mexikaner auf Platz neun. Im selben Jahr gewannen sie die Panamerikanischen Spiele im kanadischen Toronto. Aufgrund zahlreicher Top-Ten-Platzierungen bei der FIVB World Tour 2015/16 qualifizierten sich Virgen/Ontiveros direkt über die Weltrangliste für die Olympischen Spiele 2016 in Rio de Janeiro. Dort wurden sie Neunte. Mit dem gleichen Ergebnis beendeten die beiden Mexikaner das World Cup Finale in Toronto. Zuvor standen sie beim Grand Slam in Long Beach im Viertelfinale.
In den folgenden fünf Spieljahren erreichten die beiden Nordamerikaner noch einige bemerkenswerte Ergebnisse. Dazu zählten WM-´Teilnahmen in Wien 2017 und in Hamburg 2019, das Finale beim 3-Sterne-Turnier in Qinzhou, ein dritter Rang bei der 4 Sterne Veranstaltung in Olsztyn und mehrere Top-Ten Platzierungen bei weiteren 4 und 5 Sterne Wettbewerben ebenso wie das Finale bei den Panamerikanischen Spielen 2019 in Peru sowie ein Sieg und zwei zweite Plätze bei verschiedenen NORCECA-Turnieren. Zum Abschluss ihrer Partnerschaft gewannen die beiden im Juni 2021 das NORCECA Continental Cup Finale. Während Ontiveros anschließend seine Laufbahn beendete, setzt Virgen mit seinem neuen Partner Miguel Sarabia seine Karriere fort. Beste Ergebnisse waren dabei ein zweiter und ein dritter Rang bei Veranstaltungen in ihrem Heimatland, das Erreichen der Lucky Loser Runde bei der WM, der fünfte Platz beim Challenge in Agadir sowie der Einzug ins Halbfinale beim NORCECA Beach Tour Final. In der folgenden Saison standen die beiden in zwei weiteren Endspielen der NORCECA Beachserie, von denen sie eins siegreich beendeten. Ein weiterer Höhepunkt ihrer Partnerschaft war die Goldmedaille bei den Zentralamerika- und Karibikspielen. Die Welttitelkämpfe endeten für sie wie im Vorjahr auf dem geteilten 33. Rang. Zum letzten Mal bei einem größeren Ereignis starteten sie gemeinsam im Oktober 2023. Bei den Panamerikanischen Spielen wurden sie Sechste von fünfzehn teilnehmenden Paaren. Nach zwei weiteren Wettbewerben der Beachserie für Nord- und Mittelamerika sowie die Karibik im Dezember beendeten sie ihre Zusammenarbeit.